# Сатьявати
Сатьявати (санскр. सत्यवती; Satyvatî = «истинная правдивая») — царевна династии Куру, жена царя Шантану и прабабушка Пандавов и Кауравов — двух соперничающих династий в древнеиндийском эпосе «Махабхарата». Согласно Пуранам, Сатьявати была дочерью правителя царства Чеди — Упаричара из рода Васу и рыбы, которая на самом деле была апсарой по имени Адрика.

## «Махабхарата»
Сатьявати выросла как приёмная дочь в семье рыбака по имени Дасараджа. В ранние годы Сатьявати была известна под именем Матсьягандха («пахнущая рыбой»), а в преклонном возрасте — под именем Йоджанагандха. Будучи совсем юной, она встретила путешествующего мудреца Парашару и родила от него сына Вьясу. Юная девушка уступила домогательствам отшельника на двух условиях: он избавит её от отвратительного рыбьего запаха, и её девственность будет сохранена. Вьяса родился в глубокой тайне, на острове посреди реки Ямуны.
Однажды царь Шантану, переправляясь через Ямуну, привлечённый прекрасным ароматом (дар Парашары), встретил и влюбился в Сатьявати. Её приёмный отец Дасараджа согласился выдать свою дочь замуж за Шантану только при условии, что рождённый Сатьявати сын унаследует престол. Шантану не мог дать подобного обещания, так как это было бы несправедливо по отношению к его сыну Бхишме, рождённому от Ганги. Бхишма, однако, пришёл на выручку своему отцу и пообещал отказаться от всех притязаний на трон в пользу детей Сатьявати. Чтобы ещё сильнее убедить недоверчивого Дасараджу, Бхишма пообещал до конца жизни быть брахмачари, то есть дал обет пожизненного целибата. Таким образом, у Бхишмы не могло быть притязающих на престол потомков.
У Шантану и Сатьявати родилось двое сыновей: Читрангада и Вичитравирья. После смерти Шантану Сатьявати вместе со своими сыновьями и с помощью Бхишмы стала управлять царством. Воинственный Читрангада погиб молодым в схватке с гандхарвой, a помазанный на царство Вичитравирья умер бездетным. Однако её первый сын, святой отшельник Вьяса, по требованию царицы и в соответствии с обычаем нийога зачал детей в лоне двух жён Вичитравирьи — Амбики и Амбалики. Через много лет, когда началась вражда Пандавов с Кауравами, Вьяса предупредил престарелую царицу, что наступает время кровавых междоусобиц и беззакония. По совету праведного сына Сатьявати вместе с вдовыми невестками Амбикой и Амбаликой удалилась в лес, где вскоре все трое закончили свою земную жизнь.